# Макферсон, Дэниэл
Дэниел Дональд Макферсон (англ. Daniel Donald MacPherson; родился 25 апреля 1980 г.) — австралийский актёр и телеведущий, известный своими ролями Джоэла Сэмюелса в телесериале «Соседи», офицера полиции Кэмерона Тейта в «Чисто английском убийстве», агента Сэмюэля Уайта в «Ответном ударе» Sky и Cinemax, Уита Кармайкла в «Настоятельнице Шейна», научно-фантастическом фильме «Бесконечность», а также Ариона Элесседила в «Хрониках Шаннары». Он также был одним из ведущих «Танцев со звёздами» в течение шести лет, одновременно снимаясь в главных ролях в ряде австралийских драм, таких как «Дикие мальчики».

## Ранние годы
Макферсон вырос в прибрежном районе Сиднея — Кронулле. Он был принят в Менсу (общество людей с высоким коэффициентом интеллекта) в возрасте 10 лет и продолжил посещать школу Sydney Boys High School для детей со способностями выше среднего.

## Карьера
О Макферсоне узнали во время соревнований по триатлону Курнелла на юге Сиднея, когда ему было 16 лет. Вскоре он получил роль Джоэла Сэмюэлса в мыльной опере «Соседи» в 1998 году, а вскоре после этого премию Logie Award в 1999 году как самый популярный новый талант. Покинув оперу в 2002 году, Макферсон отправился в Великобританию, чтобы сыграть главную роль в британской постановке мюзикла Godspell, в котором он чередовал главные роли Иисуса и Иуды с английским артистом Джонатаном Уилксом. В это время Макферсон проживал в Ноттинг-Хилле с близким другом Робби Уильямсом. После завершения шоу, Макферсону предложили роль офицера полиции Кэмерона Тейта в британской драме «Чисто английское убийство», где он играл с 2003 до конца 2004 . Закончив съёмки в «Чисто английском убийстве", он взял роль Иисуса, сыграв вместе с Эдвардом Вудвордом, игравшим Бога, в The Mysteries. Это была драма, основанная на средневековом цикле мистерий, в котором каждая сцена перемещалась в другую часть Кентерберийского собора. 

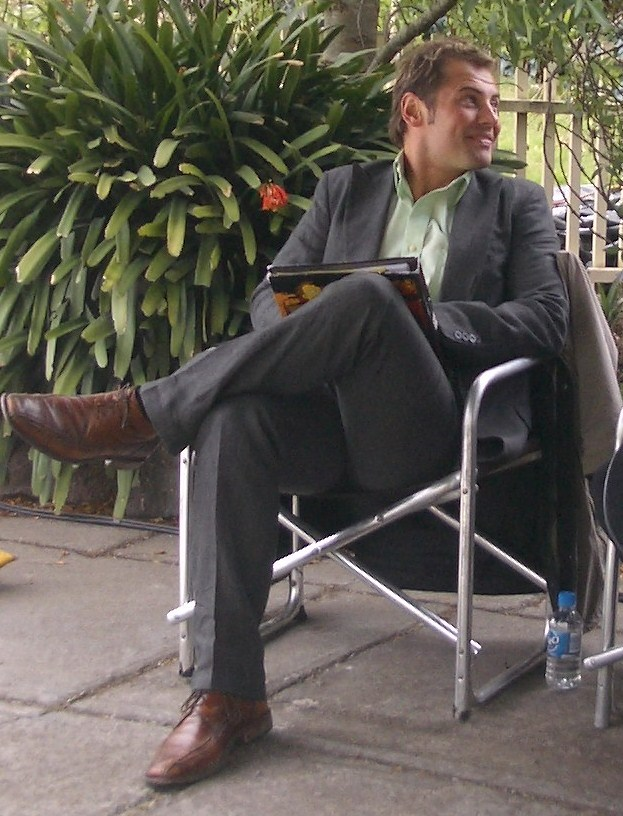
Макферсон на съемках фильма «Отдел убийств» в 2008 году

В 2005 году Макферсон вернулся в Австралию, чтобы представить австралийскую версию The X Factor. Макферсон получил очень положительные отзывы, несмотря на низкие рейтинги шоу. После окончания сезона в отчетах говорилось, что перед одним из живых выступлений, Макферсон был случайно сбит с ног членом съёмочной группы. Придя в сознание несколько минут спустя и будучи срочно доставленным в больницу, Макферсон продолжил выступать в тот вечер, несмотря на сильное сотрясение мозга. Он говорит, что «вообще ничего не помнит» из той вечерней передачи. Это не осталось незамеченным публикой. В следующем году Макферсон вёл трехсерийный сериал под названием «Акулы-убийцы» на австралийском канале Network Ten в феврале 2006 года. В конце 2006 года он появился в британско-австралийской постановке Tripping Over . Шоу транслировалось на 5 канале в Великобритании и на телеканале Network Ten в Австралии. В Tripping Over снялась бывшая партнерша Макферсона по фильму «Соседи» Брук Сатчвелл. Tripping Over получил множество положительных отзывов, а шоу стало хитом австралийских критиков; однако, из-за проблем с финансированием, оно не было продлено на второй сезон.
В октябре 2007 года Макферсон покинул Network Ten после того, как получил роль в сериале Seven Network «Отдел убийств». Шоу стало австралийской драмой номер один с 2007 по 2008 год. Макферсон покинул «Отдел убийств» в четвёртом сезоне. 3 августа 2008 года Seven Network объявила, что Макферсон возьмет на себя роль ведущего в «Танцах со звездами» после того, как бывший ведущий Дэрил Сомерс ушёл в отставку в конце 2007 года. Это было его первое появление в прямом эфире после The X Factor в 2005 году. 17 мая 2010 года Макферсон вместе с Кайли Гиллис вёл «Утреннее шоу», пока постоянный ведущий Ларри Эмдур был в отпуске. Макферсон вёл шоу Seven Network Beat the Star, местную версию британского и немецкого телесериала, в течение одного сезона, прежде чем оно было отменено.
В 2011 году Макферсон вернулся к амплуа ведущего «Танцев со звездами» (11 сезон) в первой половине года, прежде чем сниматься в новом шоу в стиле «австралийского вестерна» под названием «Дикие мальчики», основанное на «Бушрейнджерах». Макферсон играл главную роль и протагониста шоу, Джека Кинана, и снялся вместе с Зои Вентурой. Премьера Wild Boys получила высокий рейтинг и 1,67. миллионов зрителей. Это длилось недолго, и в ноябре 2011 года Seven Network решила не снимать второй сезон. В 2013 году Макферсон сыграл главную роль Уита в научно-фантастическом художественном фильме Шейна Эббесса «Бесконечность». Перформанс Макферсона в главной роли получил всеобщую похвалу за интенсивность. Макферсон и Эббесс воссоединились в 2015 году для другого научно-фантастического фильма, Дитя Осириса, где Макферсон сыграл главную роль вместе с американским актёром Келланом Латцем. В феврале 2015 года было анонсировано, что Макферсон получил роль Ариона в грядущем фантастическом драматическом сериале MTV «Хроники Шаннары». Макферсон появился в специальном документальном фильме, посвященном 30-летию сериала «Соседи», под названием «Соседи 30-летие: Звезды воссоединяются», который транслировался в Австралии и Великобритании в марте 2015 года. В 2014 году Макферсон ушел из «Танцев со звездами», чтобы сосредоточиться на своей карьере в кино; его заменил комик Шейн Борн.
В 2016 году Макферсон был соведущим «Проекта» вместе с Кэрри Бикмор.
Макферсон снялся в пантомиме «Джек и бобовый стебель» в 1999 году в Театре Виктории в Галифаксе. Он также снялся в двух пантомимах в Театре Марлоу в Кентербери вместе с Полом Хенди и Лейлой Берч, «Золушке» в 2000 году и «Аладдине» в 2001 году.
В 2006 году Макферсон вместе с ведущей «Большого брата» Гретель Киллин вели телепередачу «Сиднейский Новый год 2006-07». Телепередача вызвала много споров из-за того, что бывшие соседи по дому Большого Брата 2004 года Райан Фицджеральд и Бри Амер, казалось, были пьяны на протяжении всего вечера. Примечательно, что Макферсон получил много похвал за то, что он «полный профессионал», и сохранил свою репутацию невредимой.
Макферсон участвовал в соревнованиях World Triathlon Corporation (WTC) и Ironman 70.3. Участвовал в соревнованиях Ironman Australia в Порт-Маккуори, где он пропустил квалификацию на чемпионат мира Ironman на Гавайях всего на одно место. Его время плавания 49:30 в Ironman New Zealand 2008 было самым быстрым в его возрастной группе. Его лучшим выступлением на Ironman остается время 9 часов 42 минуты в Порт-Маккуори в 2007 году.
В апреле 2009 года Макферсон завершил China Ironman в Хайкоу. Он завершил гонку за 11 часов и одну минуту, после 3,8 км вплавь, 180 км на велосипеде и 42 км бега в 45 °C жару. Занял первое место в своей возрастной группе 25-29 лет, что позволило ему участвовать в Hawaiian Ironman в октябре. Макферсон участвовал в гавайском Ironman в 2009 году, финишировав за 10 часов 32 минуты. Макферсон дважды квалифицировался на чемпионаты мира Ironman 70.3 в 2013 и 2014 годах.

## Личная жизнь
В 2011 году начал встречаться со своей коллегой по фильму «Дикие мальчики» Зои Вентурой. Они обручились в декабре 2014 года и поженились на Саншайн-Кост, Квинсленд, в ноябре 2015 года. У пары один ребёнок, сын Остин Ксавьер, родившийся в декабре 2019 года. Пара объявила о своем расставании в социальных сетях в декабре 2020 года.

## Фильмография

### Фильмы
| Год  | Название        | Роль                      | Уточнение        |
| ---- | --------------- | ------------------------- | ---------------- |
| 2011 | Чашка           | Джейсон Оливер            |                  |
| 2015 | Бесконечность   | Уит Кармайкл              |                  |
| 2016 | Дитя Осириса    | лейтенант Кейн Соммервиль |                  |
| 2017 | Грехи поколений | Дрю Колдуэлл              |                  |
| 2018 | Излом времени   | отец Кельвина             |                  |
| 2026 | Зверь во мне    | Паттон Джеймс             | Постпроизводство |

### Телевидение
| Год             | Название                               | Роль                        | Уточнение                                                    |
| --------------- | -------------------------------------- | --------------------------- | ------------------------------------------------------------ |
| 1998-2002, 2022 | Соседи                                 | Джоэл Сэмюэлс               | Роль специально написана для него                            |
| 2003-2004       | Чисто английское убийство              | офицер полиции Кэмерон Тейт |                                                              |
| 2006            | Блэк Джек                              | Крейг                       |                                                              |
| 2006            | Спотыкаясь                             | Нед                         | Британско-австралийский драматический сериал из шести серий. |
| 2007-10         | Отдел убийств                          | Саймон Джойнер              |                                                              |
| 2011            | Дикие мальчики                         | Джек Кинан                  |                                                              |
| 2015            | Соседи 30-летие: Звезды воссоединяются | Сам                         | Документальный                                               |
| 2016            | Хроники Шаннары                        | Арион                       |                                                              |
| 2017            | АПБ                                    | Скотт Мерфи                 |                                                              |
| 2017-20         | Ответный удар                          | Сэмюэл Уайэтт               |                                                              |
| 2019            | Плохие матери                          | Антон                       |                                                              |
| 2021            | Фундамент                              | Хьюго Крест                 |                                                              |

### Сцена
| Год  | Название                | Роль       | Уточнение |
| ---- | ----------------------- | ---------- | --- |
| 1999 | Джек и бобовый стебель  | Джек       | Театр Виктории, Галифакс, Великобритания                                                                     |
| 2000 | Золушка                 | Принц      | Театр Марлоу, Кентербери, Великобритания                                                                     |
| 2001 | Аладдин                 | Аладдин    | Театр Марлоу, Кентербери, Великобритания                                                                     |
| 2002 | Божественное заклинание | Иисус/Иуда | 16-недельный тур № 1, Великобритания                                                                         |
| 2004 | Тайны                   | Иисус      | Кентерберийский собор, Великобритания, с Эдвардом Вудвордом, Томасом Джеймсом Лонгли и Джозефом Макманнерсом |
| 2005 | Любовные письма         | Эндрю      | NIDA/Театр Parade, Сидней                                                                                    |

### Ведущий
| Год       | Название                         | Роль                           | Уточнение     |
| --------- | -------------------------------- | ------------------------------ | ------------- |
| 2005      | X-фактор Австралия               | Ведущий                        | Network Ten   |
| 2005      | Доброе утро, Австралия           | Заместитель ведущего           | Network Ten   |
| 2005      | Акула-убийца                     | Ведущий документального фильма | Network Ten   |
| 2006      | Прямая трансляция Нью-Йорка      | Соведущий                      | Network Ten   |
| 2006-2007 | National Geographic представляет | Ведущий                        | Foxtel        |
| 2008-2014 | Танцы со звёздами                | Ведущий                        | Seven Network |
| 2017      | 6-я Международная премия AACTA   | Ведущий                        |               |

## Награды и номинации
| Год  | Награда                                      | Категория                                  | Результат |
| ---- | -------------------------------------------- | ------------------------------------------ | --------- |
| 1999 | Logie Awards                                 | Самый популярный начинающий мужской талант | Победа    |
| 2001 | Logie Awards                                 | Самый популярный актёр                     | Номинация |
| 2003 | Британская национальная телевизионная премия | Лучший новичок                             | Номинация |